# Weberbauerocereus
Weberbauerocereus é um gênero botânico da família cactaceae.

## Sinonímia
Meyenia Backeb.

## Espécies
Weberbauerocereus albus

Weberbauerocereus fascicularis

Weberbauerocereus seyboldianus

Weberbauerocereus weberbaueri

etc.